# Большая Ижора (станция)
Больша́я Ижо́ра — промежуточная железнодорожная станция V класса Октябрьской железной дороги на участке Санкт-Петербург — Калище.

## Описание
Приём и выдача повагонных отправок грузов, допускаемых к хранению на открытых площадках станций.
Приём и выдача грузов повагонными и мелкими отправками, загружаемых целыми вагонами, только на подъездных путях и местах необщего пользования.